# Ventaquemada (ort)
Ventaquemada är en ort i Colombia.   Den ligger i departementet Boyacá, i den centrala delen av landet, 100 km nordost om huvudstaden Bogotá. Ventaquemada ligger 2 611 meter över havet och antalet invånare är 1 680.
Terrängen runt Ventaquemada är lite bergig. Runt Ventaquemada är det ganska tätbefolkat, med 160 invånare per kvadratkilometer. Närmaste större samhälle är Villapinzón, 18,7 km söder om Ventaquemada. Trakten runt Ventaquemada består i huvudsak av gräsmarker.